# Ivanovo (Bulgaria)
Ivanovo (in bulgaro Иваново?) è un comune bulgaro situato nella Regione di Ruse di 11 072 abitanti (dati 2009). La sede comunale è nella località omonima.

## Località
Il comune è formato dall'insieme delle seguenti località:
- Božičen
- Cerovec
- Červen
- Ivanovo (sede comunale)
- Košov
- Krasen
- Mečka
- Nisovo
- Pirgovo
- Štrăklevo
- Svalenik
- Tabačka
- Trăstenik